# Џејмс Инграм
Џејмс Едвард Инграм (енгл. James Edward Ingram; 16. фебруар 1952 — 29. јануар 2019) био је амерички музичар, текстописац, музички продуцент и глумац.

## Биографија
Инграм је рођен у Акрону где је похађао средњу школу. Касније се преселио у Лос Анђелес где је свирао у бенду Revelation Funk. Такође је свирао клавијатуре за Реја Чарлса пре него што је постао познат. Певао је у песмама Just Once и One Hundred Ways Квинсија Џоунса и на тај начин добио три номинације за награду Греми, а са песмом One Hundred Ways добио је Греми за најбољег мушког ритам и блуз извођача. Инграмов први студијски албум It's Your Night објављен је 1983. године. Са Пети Остин снимио је два веома успешна дуета — Baby, Come to Me 1983. године, и How Do You Keep the Music Playing? 1984. године (три номинације за Греми). Учествовао је и у извођењу песме We Are the World.
1990-их Инграм је снимио још једну песму са Џоунсом The Secret Garden у чијем су извођењу учествовали и Бари Вајт, Ел Дебарх и Al B. Sure!.
У 21. веку Инграм је углавном гостовао у емисијама и снимао песме са другим музичарима као гостујући извођач.
Дана 29. јануара 2019. године умро је од последица рака мозга.

## Дискографија
Студијски албуми
- It's Your Night (1983)
- Never Felt So Good (1986)
- It's Real (1989)
- Always You (1993)
- Stand (In the Light) (2008)

Компилације
- Greatest Hits: The Power of Great Music (1991)
- Forever More (Love Songs, Hits & Duets) (1999)